# جلين لاني
جلين لاني (بالإنجليزية: Glynn Lunney)‏ هو مهندس من ناسا ولد في 27 نوفمبر 1936. كان لاني موظفاً في ناسا منذ تأسيسها عام 1958، وقد كان مديراً للطيران أثناء برنامجي أبولو وجمناي، وكان موجوداً بالخدمة أثناء أحداث تاريخية مثل صعود أبولو 11 إلى القمر وأزمة الساعات المحورية لأبولو 13. في نهاية برنامج أبولو، أصبح مديراً مشروع أبولو-سويوز التجريبي الذي هو أول مشروع تعاوني في مجال الرحلات الفضائية بين الولايات المتحدة والإتحاد السوفيتي. فيما بعد، عمل كمدير لبرنامج مكوك الفضاء قبل مغادرته لناسا عام 1985 وأصبح بعدها نائباً لرئيس تحالف الفضاء المتحد.